# Дейви Римър
Дейви Римър (на английски: Davey Rimmer; роден на 6 декември 1968 г. в Ливърпул, Англия ) е британски рок музикант. От 2013 г. е басист на британската хардрок група „Юрая Хийп“.
Римър заменя напусналия Тревър Болдър в „Юрая Хийп“. Преди това той е бил басист в групи като Zodiac Mindwarp и Love Reaction, Rock Savage и We are volsung. Той също така е член на кавър групата на лондонския кватрал Камдън Таун Metalworks, която включва още Ричи Фокнър („Джудас Прийст“), Лес Бинкс (бивш член на „Джудас Прийст“) и Пиете Фризе (бивш член на групата на Алис Купър). Дейви Римър свири на бас лява ръка.

## Дискография

### Колаборации
- Monument – Rock The Night! (2012)

### С Юрая Хийп
- Outsider (2014)
- Live at Koko London (2014)
- Living The Dream (2018)
- Fifty Years In Rock of Uriah Heep (2020)
- Chaos & Colour (2023)